# Ed Royce
Ed Royce właściwie Edward Randall Royce (ur. 12 października 1951 w Los Angeles) – amerykański polityk, członek Partii Republikańskiej.

## Działalność polityczna
Od 1983 zasiadał w stanowym Senacie Kalifornii. Następnie od 3 stycznia 1993 do 3 stycznia 2003 był przez pięć kadencji przedstawicielem 39. okręgu, następnie przez pięć kadencji przedstawicielem 40. okręgu, a od 3 stycznia 2013 do 3 stycznia 2019 przez trzy kadencje był ponownie przedstawicielem 39. okręgu wyborczego w stanie Kalifornia w Izbie Reprezentantów Stanów Zjednoczonych.